# Nazlini
Nazlini (Navajo: Názlíní) ist ein Census-designated place (CDP) im Apache County im US-Bundesstaat Arizona. Das U.S. Census Bureau hat bei der Volkszählung 2020 eine Einwohnerzahl von 505 ermittelt.

## Geographie
Nazlinis geographische Koordinaten sind 35° 55′ N, 109° 28′ W (35,914641, −109,464097); der Ort liegt 1902 m über dem Meeresspiegel.
Nach den Angaben des United States Census Bureaus hat der CDP eine Fläche von 19,4 km², die vollständig aus Land besteht.

## Demographie
Zum Zeitpunkt des United States Census 2000 bewohnten Nazlini 397 Personen. Die Bevölkerungsdichte betrug 383 Personen pro km². Es gab 129 Wohneinheiten, durchschnittlich 20,5 pro km². Die Bevölkerung bestand zu 99,24 % aus Weißen und 0,76 % Schwarzen. 1,76 % der Bevölkerung erklärten, Hispanos oder Latinos jeglicher Rasse zu sein.
Die Bewohner Nazlinis verteilten sich auf 101 Haushalte, von denen in 45,5 % Kinder unter 18 Jahren lebten. 34,7 % der Haushalte stellten Verheiratete, 35,6 % hatten einen weiblichen Haushaltsvorstand ohne Ehemann und 23,8 % bildeten keine Familien. 22,8 % der Haushalte bestanden aus Einzelpersonen und in 6,9 % aller Haushalte lebte jemand im Alter von 65 Jahren oder mehr alleine. Die durchschnittliche Haushaltsgröße betrug 3,89 und die durchschnittliche Familiengröße 4,68 Personen.
Die Bevölkerung verteilte sich auf 46,3 % Minderjährige, 10,8 % 18–24-Jährige, 22,7 % 25–44-Jährige, 13,6 % 45–64-Jährige und 6,5 % im Alter von 65 Jahren oder mehr. Das Durchschnittsalter betrug 19 Jahre. Auf jeweils 100 Frauen entfielen 93,7 Männer. Bei den über 18-Jährigen entfielen auf 100 Frauen 88,5 Männer.
Das mittlere Haushaltseinkommen in Nazlini betrug 11.484 US-Dollar und das mittlere Familieneinkommen erreichte die Höhe von 10.859 US-Dollar. Das Durchschnittseinkommen der Männer betrug 22.000 US-Dollar, gegenüber 10.417 US-Dollar bei den Frauen. Das Pro-Kopf-Einkommen in Nazlini war 5036 US-Dollar. 73,7 % der Bevölkerung und 74,1 % der Familien hatten ein Einkommen unterhalb der Armutsgrenze, davon waren 79,5 % der Minderjährigen und 35,3 % der Altersgruppe 65 Jahre und mehr betroffen.

## Bildung
Ein Teil von Nazlini gehört zum Schulbezirk von Ganado, der Rest zu Chinle.
Die Gemeindegrundschule befindet sich im benachbarten Ganado und wird vom Bureau of Indian Affairs betrieben.